# رود اوک
رود اوک رودی است به رود اوز، ساسکس می‌ریزد. این رود از کشور بریتانیا می‌گذرد.